# وارون جمعی

دو عدد مختلط که وارون جمعی یکدیگر هستند.

در یک دستگاه ریاضی، وارون جمعی یا عنصر وارون جمعی که برای عنصری مثل e در عمل جمع (+) تعریف می‌شود، عبارت است از عنصری مانند e- با این ویژگی که {\displaystyle e+(-e)=(-e)+e=0} باشد. در این رابطه ۰ عنصر همانی تحت عمل جمع (+) است.